# Тютчев, Алексей Иванович
Алексе́й Ива́нович Тю́тчев (1801 или 1802 — 1856) — русский офицер, декабрист. Единственный член Общества соединенных славян из бывших гвардейцев.

## Биография
Родился в 1801 или 1802 году. Происходил из дворян Брянского уезда Орловской губернии. Отец — брянский помещик капитан Иван Иванович Тютчев, мать — Мария Алексеевна, урожд. Мачихина.
С 1813 года воспитывался в Морском кадетском корпусе, но курса не окончил, вступив прапорщиком в лейб-гвардии Семёновский полк 29 декабря 1815 года; прапорщик — с 8 февраля 1819 года, подпоручик — с 15 декабря 1819 года. После восстания Семёновского полка в 1820 году был переведён в Пензенский пехотный полк штабс-капитаном; капитан — с 20 мая 1824 года.
Был членом Общества соединенных славян с весны 1825 года. Сообщил о существовании общества Муравьеву-Апостолу и Бестужеву-Рюмину, которые предложили присоединиться ему к Южному обществу. Активно работал по привлечению новых членов тайных обществ.
Приказ об аресте от 20 января 1826 года; арестован и доставлен из Житомира в Петербург на главную гауптвахту — 31 января 1826 года, в тот же день переведён в Петропавловскую крепость. Обвинялся в том, что знал цель Южного общества — ввести в России республиканское правление; знал о предложении истребить царскую семью — слышал от Спиридонова, что он был назначен в число заговорщиков для убийства императора Александра I.
Осужден по II разряду и по конфирмации 10 июля 1826 года был приговорён к каторжным работам на 20 лет. Отправлен в Роченсальм — 17 августа 1826 года, срок сокращён до 15 лет — 22 августа 1826 года. В Сибирь был отправлен 5 октября 1827 года. Наказание отбывал в Читинском остроге и Петровском заводе (с сентября 1830). Срок каторги сокращён до 10 лет — 8 ноября 1832 года. По указу от 14 декабря 1835 года был обращён на поселение в с. Курагино Енисейской губернии (вместе с декабристом Н. О. Мозгалевским), куда прибыл в июле 1836 года. Ходатайство брата И. И. Тютчева в 1842 году о переводе в Томск было отклонено.
В 1848 году ему было разрешено временно прибыть в Красноярск для лечения. Умер 24 января (5 февраля) 1856 года в селе Курагино, где и был похоронен.
С гражданской женой, крестьянкой Анной Петровной Жибиновой имел четверых детей.